# Mr. Fagy
Mr. Fagy vagy Jégcsap, valódi nevén Dr. Victor Fries kitalált szereplő a DC Comics képregényeiben, egy Gothamben tevékenykedő bűnöző, Batman egyik ellenfele.

## Jellemzése
Dr. Victor Fries egy Gothcorp nevű cég tudósaként dolgozott. Amikor a halálos beteg felesége, Nora állapota drasztikusra fordult, hibernálta őt, hogy legyen ideje kifejleszteni az ellenszert. Azonban a cég kegyetlen vezetője, Ferris Boyle saját céljaira akarta felhasználni a doktor zsenialitását, és megzsarolta felesége hibernációjának megszakításával. Fries és Boyle testőrei között tűzpárbaj alakult ki, majd a doktor a fagypont alatti vegyszerek közé zuhant, amitől szervezete mutálódott, és azóta csakis jéghideg közegben tud életben maradni. Megépítette védőruháját, ami folyamatosan hűti testét, és létrehozta saját bűnbandáját. Eredeti célja, hogy rablásaival tovább tudja finanszírozni kutatásait Nora megmentéséhez. Később azonban már az egész Földet akarta jégbe borítani. Ezáltal hamarosan Batmannel is összetűzésbe keveredett.
Jéghideg teste és szomorú története "hozományaként" rideg és kegyetlen gonosztevővé vált. Csupán Nora iránt őrizte meg az érzelmeit.
Lásd még az angol nyelvű oldalakon:

## Kinézete
Állandóan a testét hidegen tartó szkafandert viseli, amihez a fejét védő plexi- vagy üvegbúra is tartozik a képregényekben és a rajzfilmekben. Viszont a mozifilmben enélkül látható. A feje minden esetben kopasz.

## Fegyverzete
Elsődleges fegyvere a fagyasztó, amely mindent jégbe borít, amit csak eltalál. Illetve a védőruhája jelentős védelmet biztosít számára.

## Filmekben
Mr. Fagyot a Batman című tv-sorozatban (1966–1968) láthattuk először a képernyőn, itt három különböző színész is alakította őt: George Sanders, Otto Preminger, majd Eli Wallach. Majd megjelent az 1992-es Batman rajzfilmsorozatban (Batman Animated series) is.
Végül  pedig az 1997-es Batman és Robin mozifilmben is szerepelt Arnold Schwarzenegger alakításában.

## Megjegyzés
A Magyarországon 2003-ban megjelent Hush című képregényben Batman Jégcsapként tesz róla említést.
Az 1959-es megjelenésekor még Mr. Zeronak hívták, majd a '68-as tv-sorozatban átkeresztelték Mr. Freeze-re, mely nevet a későbbi képregények is átvették.

## Fordítás
- Ez a szócikk részben vagy egészben  a   Mr Freeze című angol Wikipédia-szócikk fordításán alapul.  Az eredeti cikk szerkesztőit annak laptörténete sorolja fel. Ez a jelzés csupán a megfogalmazás eredetét és a szerzői jogokat jelzi, nem szolgál a cikkben szereplő információk forrásmegjelöléseként.